# 斯泰茨基夫卡 (蘇梅區)
51°0′41″N 34°46′43″E / 51.01139°N 34.77861°E

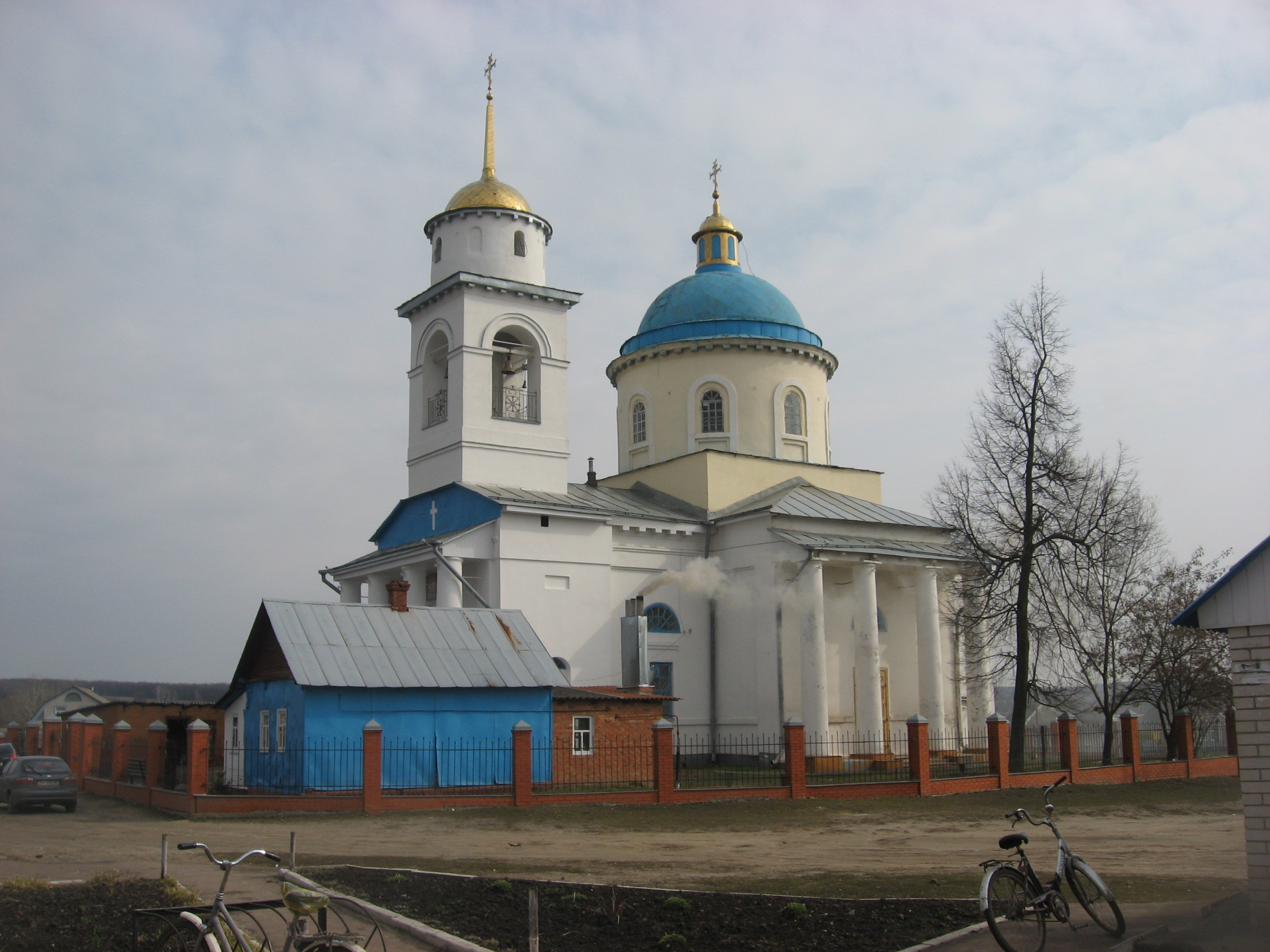
教堂

斯泰茨基夫卡（烏克蘭語：Стецьківка）是位於烏克蘭東北部的村莊，由蘇梅州蘇梅區的蘇梅市鎮負責管轄。該村處於奧萊什尼亞河畔，距離魯德尼夫卡和克羅夫內1.5公里，海拔高度133米，2022年人口3,000。